# Априлци (област Кърджали)
Вижте пояснителната страница за други значения на Априлци.
Априлци е село в Южна България, област Кърджали, община Кирково.

## География
Село Априлци се намира в планински район – в Източните Родопи.

## Население
Преброяване на населението през 2011 г.
Численост и дял на етническите групи според преброяването на населението през 2011 г.:
|                     | Численост | Дял (в %) |
| Общо                | 113       | 100,00    |
| Българи             | 17        | 15,04     |
| Турци               | 0         | 0,00      |
| Цигани              | 0         | 0,00      |
| Други               | 0         | 0,00      |
| Не се самоопределят | 0         | 0,00      |
| Неотговорили        | 96        | 84,95     |